# محافظ مقاطعة أوديسا
مُحافظ أوديسا أوبلاست (بالأوكرانية: Губернатор Одеської області) هو رئيس الفرع التنفيذي في أوديسا أوبلاست. منصب الحاكم هو منصب معين، حيث يتم تعيين أصحاب المناصب من قبل رئيس أوكرانيا، بناءً على توصية من رئيس وزراء أوكرانيا، للعمل لمدة أربع سنوات. يقع المقر الرسمي للحاكم في أوديسا. عين الرئيس فولوديمير زيلينسكي سيرهي هرينيفيتسكي محافظًا في 27 نوفمبر 2020.

## نواب الرئيس
1- فالنتين سيمونينكو (1992)
2- فلادلين إيلين (1992-1994)
3- تمت تصفيت المهام التي يؤديها رئيس اللجنة التنفيذية بحكم منصبه في عام (1994-1995).

## رؤساء الإدارة
1-سيرهي هرينيفيتسكي (1998- 2005)
2- فاسيل تسوشكو (2005- 2006)
3- بوريس زفياينتسيف (2006)
4-إيفان بلاتشكوف (2006- 2007)
5-ميكولا سيرديوك (2007-2010) 
6-إدوارد ماتفيتشوك (2010-2013)
7-ميكولا سكوريك (2013- 2014)
8-فولوديمير نيميروفسكي (2014)
9-إيهور باليتسيا (2014-2015)
10-ميخائيل ساكاشفيلي (2015-2016  )
11-سولوميا بوبروفسكا (2016-2017)
12-ماكسيم ستيبانوف (2017-2019) 
13-ماكسيم كوتسي (2019-2020) 
14- فياتشيسلاف أوفيتشكين (يتصرف من 10 نوفمبر 2020 إلى 27 نوفمبر 2020) 
16-سيرهي هرينيفيتسكي (2020 - شاغل الوظيفة) 

## روابط خارجية
حكومة أوديسا أوبلاست في أوكرانيا نسخة محفوظة 24 يوليو 2013 على موقع واي باك مشين.